# Norbert Bonvecchio
Norbert Bonvecchio (ur. 14 sierpnia 1985) – włoski lekkoatleta specjalizujący się w rzucie oszczepem. 
Na początku kariery startował w skoku wzwyż (zdobywał złote medale mistrzostw Włoch młodzieżowców).
Medalista mistrzostw Włoch. Reprezentant Włoch w pucharze Europy w rzutach oraz drużynowych mistrzostwach Europy. 
Rekord życiowy: 80,37 (22 czerwca 2014, Brunszwik). 

## Osiągnięcia
| Rok  | Impreza                                 | Miejsce    | Pozycja           | Wynik |
| ---- | --------------------------------------- | ---------- | ----------------- | ----- |
| 2012 | Zimowy puchar Europy w rzutach          | Bar        | 7. miejsce        | 73,99 |
| 2013 | Superliga drużynowych mistrzostw Europy | Gateshead  | 11. miejsce       | 70,16 |
| 2013 | Igrzyska śródziemnomorskie              | Mersin     | 6. miejsce        | 72,55 |
| 2013 | Uniwersjada                             | Kazań      | 9. miejsce        | 75,28 |
| 2014 | Zimowy puchar Europy w rzutach          | Leiria     | 10. miejsce       | 74,99 |
| 2014 | Mistrzostwa Europy                      | Zurych     | el. – 30. miejsce | 69,38 |
| 2015 | Zimowy puchar Europy w rzutach          | Leiria     | 5. miejsce        | 77,62 |
| 2015 | Superliga drużynowych mistrzostw Europy | Czeboksary | 4. miejsce        | 77,33 |
| 2016 | Puchar Europy w rzutach                 | Arad       | 2. miejsce        | 76,66 |
| 2016 | Mistrzostwa Europy                      | Amsterdam  | el. – 24. miejsce | 75,75 |